# Yéremi Pino
Yéremi Jesús Pino Santos, noto semplicemente come Yéremi Pino o Yéremi (Las Palmas de Gran Canaria, 20 ottobre 2002), è un calciatore spagnolo, attaccante del Villarreal e della nazionale spagnola.

## Caratteristiche tecniche
Ala destra veloce che riesce a far prevalere le sue abilità nell'uno-contro-uno, vanta infatti una tecnica di dribbling elegante e efficace; il suo piede forte è il destro. Molto dotato tecnicamente e in possesso di un buon tiro, può essere schierato anche sulla fascia opposta e come trequartista; per le sue caratteristiche è stato paragonato a Ferrán Torres.

## Carriera

### Club
Cresciuto con Las Palmas e La Roda, nel 2019 si trasferisce al Villarreal, con cui esordisce in prima squadra il 22 ottobre 2020, nella partita di Europa League vinta per 5-3 contro il Sivasspor. Una settimana più tardi segna la prima rete a livello professionistico, nell’incontro vinto per 1-3 contro il Qarabağ. Durante la Coppa del Re segna tre gol, il primo nella schiacciante vittoria per 6-0 contro il Leioa, il secondo battendo per 4-1 il Zamora e il terzo nella sconfiggendo il Girona segnando la rete del 1-0 che decreta la sconfitta degli avversari. Vince l'Europa League, segna un solo gol, vincendo per 3-1 contro il Qarabağ, gioca anche la finale vinta ai rigori per 11-10 contro il Manchester United dove Pino viene sostituito nel secondo tempo da Paco Alcácer. Durante la Champions League segna una rete battendo per 4-1 gli Young Boys. Il 27 febbraio 2022 sigla la sua prima quaterna in occasione del match contro l'Espanyol vinto dal Villarreal 5-1.
Il 16 Novembre 2023 Yeremi Pino subisce un infortunio grave,si rompe il legamento del crociato del ginocchio che lo tiene fuori dal campo di gioco fino al 30 Giugno 2024.

### Nazionale
Ha militato nelle nazionali giovanili. Con la Spagna Under-17 ha disputato il campionato europeo di categoria del 2019 ed è andato in gol nella vittoria per 3-0 contro l'Austria e con la Spagna Under-21 ha segnato nella partita di qualificazione al campionato europeo di categoria del 2023 vinta per 2-0 contro la Lituania e ha inoltre siglato due gol e due assist nella gara vinta per 4-1 contro la Russia.
Nel giugno 2021 ha ricevuto la prima convocazione in nazionale maggiore. Ha esordito il 6 ottobre seguente, in occasione del successo per 1-2 allo stadio Giuseppe Meazza contro l'Italia nella semifinale di UEFA Nations League 2020-2021.
Il 29 marzo 2022 ha segnato il suo primo gol con la Roja, nell'amichevole vinta per 5-0 contro l'Islanda. Ha aperto le marcature nella semifinale della UEFA Nations League 2022-2023 vinta per 2-1 contro l'Italia.

## Statistiche

### Presenze e reti nei club
Statistiche aggiornate al 4 giugno 2023
.
| Stagione          | Squadra           | Campionato        | Campionato | Campionato | Coppe nazionali | Coppe nazionali | Coppe nazionali | Coppe continentali | Coppe continentali | Coppe continentali | Altre coppe | Altre coppe | Altre coppe | Totale | Totale | Totale |
| Stagione          | Squadra           | Comp              | Pres       | Reti       | Comp            | Pres            | Reti            | Comp               | Pres               | Reti               | Comp        | Pres        | Reti        | Pres   | Reti   |        |
| ----------------- | ----------------- | ----------------- | ---------- | ---------- | --------------- | --------------- | --------------- | ------------------ | ------------------ | ------------------ | ----------- | ----------- | ----------- | ------ | ------ | ------ |
| 2019-2020         | Villarreal C      | TD                | 20         | 3          |                 | -               | -               |                    | -                  | -                  |             | -           | -           | 20     | 3      |        |
| 2020-2021         | Villarreal        | PD                | 24         | 3          | CR              | 4               | 3               | UEL                | 9                  | 1                  |             | -           | -           | 37     | 7      |        |
| 2021-2022         | Villarreal        | PD                | 31         | 6          | CR              | 1               | 0               | UCL                | 7                  | 1                  | SU          | 1           | 0           | 40     | 7      |        |
| 2022-2023         | Villarreal        | PD                | 36         | 4          | CR              | 2               | 0               | UECL               | 8                  | 0                  |             | -           | -           | 46     | 4      |        |
| Totale Villarreal | Totale Villarreal | Totale Villarreal | 91         | 13         |                 | 7               | 3               |                    | 24                 | 2                  |             | 1           | 0           | 123    | 18     |        |
| Totale carriera   | Totale carriera   | Totale carriera   | 111        | 16         |                 | 7               | 3               |                    | 24                 | 2                  |             | 1           | 0           | 143    | 21     |        |

### Cronologia di presenze e gol in nazionale
| Cronologia completa delle presenze e delle reti in nazionale ― Spagna | Cronologia completa delle presenze e delle reti in nazionale ― Spagna | Cronologia completa delle presenze e delle reti in nazionale ― Spagna | Cronologia completa delle presenze e delle reti in nazionale ― Spagna | Cronologia completa delle presenze e delle reti in nazionale ― Spagna | Cronologia completa delle presenze e delle reti in nazionale ― Spagna | Cronologia completa delle presenze e delle reti in nazionale ― Spagna | Cronologia completa delle presenze e delle reti in nazionale ― Spagna |
| Data                                                                  | Città                                                                 | In casa                                                               | Risultato                                                             | Ospiti                                                                | Competizione                                                          | Reti                                                                  | Note                                                                  |
| --------------------------------------------------------------------- | --------------------------------------------------------------------- | --------------------------------------------------------------------- | --------------------------------------------------------------------- | --------------------------------------------------------------------- | --------------------------------------------------------------------- | --------------------------------------------------------------------- | --------------------------------------------------------------------- |
| 6-10-2021                                                             | Milano                                                                | Italia                                                                | 1 – 2                                                                 | Spagna                                                                | UEFA Nations League 2020-2021 - Semifinale                            | -                                                                     | 49’ 71’                                                               |
| 10-10-2021                                                            | Milano                                                                | Spagna                                                                | 1 – 2                                                                 | Francia                                                               | UEFA Nations League 2020-2021 - Finale                                | -                                                                     | 61’                                                                   |
| 26-3-2022                                                             | Cornellà de Llobregat                                                 | Spagna                                                                | 2 – 1                                                                 | Albania                                                               | Amichevole                                                            | -                                                                     | 71’                                                                   |
| 29-3-2022                                                             | La Coruña                                                             | Spagna                                                                | 5 – 0                                                                 | Islanda                                                               | Amichevole                                                            | 1                                                                     |                                                                       |
| 24-9-2022                                                             | Saragozza                                                             | Spagna                                                                | 1 – 2                                                                 | Svizzera                                                              | UEFA Nations League 2022-2023 - 1º turno                              | -                                                                     | 63’                                                                   |
| 27-9-2022                                                             | Braga                                                                 | Portogallo                                                            | 0 – 1                                                                 | Spagna                                                                | UEFA Nations League 2022-2023 - 1º turno                              | -                                                                     | 62’                                                                   |
| 17-11-2022                                                            | Amman                                                                 | Giordania                                                             | 1 – 3                                                                 | Spagna                                                                | Amichevole                                                            | -                                                                     | 58’                                                                   |
| 25-3-2023                                                             | Malaga                                                                | Spagna                                                                | 3 – 0                                                                 | Norvegia                                                              | Qual. Euro 2024                                                       | -                                                                     | 67’                                                                   |
| 28-3-2023                                                             | Glasgow                                                               | Scozia                                                                | 2 – 0                                                                 | Spagna                                                                | Qual. Euro 2024                                                       | -                                                                     |                                                                       |
| 15-6-2023                                                             | Enschede                                                              | Spagna                                                                | 2 – 1                                                                 | Italia                                                                | UEFA Nations League 2022-2023 - Semifinale                            | 1                                                                     | 74’                                                                   |
| 18-6-2023                                                             | Rotterdam                                                             | Croazia                                                               | 0 – 0 dts (4 – 5 dtr)                                                 | Spagna                                                                | UEFA Nations League 2022-2023 - Finale                                | -                                                                     | 66’                                                                   |
| 12-9-2023                                                             | Granada                                                               | Spagna                                                                | 6 – 0                                                                 | Cipro                                                                 | Qual. Euro 2024                                                       | -                                                                     | 46’ 69’                                                               |
| 8-9-2024                                                              | Ginevra                                                               | Svizzera                                                              | 1 – 4                                                                 | Spagna                                                                | UEFA Nations League 2024-2025 - 1º turno                              | -                                                                     | 59’                                                                   |
| 18-11-2024                                                            | Santa Cruz de Tenerife                                                | Spagna                                                                | 3 – 2                                                                 | Svizzera                                                              | UEFA Nations League 2024-2025 - 1º turno                              | 1                                                                     | 62’ 69’                                                               |
| 8-6-2025                                                              | Monaco di Baviera                                                     | Portogallo                                                            | 2 – 2 dts (5 – 3 dtr)                                                 | Spagna                                                                | UEFA Nations League 2024-2025 - Finale                                | -                                                                     | 106’                                                                  |
| Totale                                                                |                                                                       | Presenze                                                              | 15                                                                    |                                                                       | Reti                                                                  | 3                                                                     |                                                                       |

| Cronologia completa delle presenze e delle reti in nazionale ― Spagna under 21 | Cronologia completa delle presenze e delle reti in nazionale ― Spagna under 21 | Cronologia completa delle presenze e delle reti in nazionale ― Spagna under 21 | Cronologia completa delle presenze e delle reti in nazionale ― Spagna under 21 | Cronologia completa delle presenze e delle reti in nazionale ― Spagna under 21 | Cronologia completa delle presenze e delle reti in nazionale ― Spagna under 21 | Cronologia completa delle presenze e delle reti in nazionale ― Spagna under 21 | Cronologia completa delle presenze e delle reti in nazionale ― Spagna under 21 |
| Data                                                                           | Città                                                                          | In casa                                                                        | Risultato                                                                      | Ospiti                                                                         | Competizione                                                                   | Reti                                                                           | Note                                                                           |
| ------------------------------------------------------------------------------ | ------------------------------------------------------------------------------ | ------------------------------------------------------------------------------ | ------------------------------------------------------------------------------ | ------------------------------------------------------------------------------ | ------------------------------------------------------------------------------ | ------------------------------------------------------------------------------ | ------------------------------------------------------------------------------ |
| 24-3-2021                                                                      | Maribor                                                                        | Slovenia under 21                                                              | 0 – 3                                                                          | Spagna under 21                                                                | Europeo Under-21 2021 - 1º turno                                               | -                                                                              | 69’                                                                            |
| 30-3-2021                                                                      | Celje                                                                          | Spagna under 21                                                                | 2 – 0                                                                          | Rep. Ceca under 21                                                             | Europeo Under-21 2021 - 1º turno                                               | -                                                                              | 81’                                                                            |
| 31-5-2021                                                                      | Celje                                                                          | Spagna under 21                                                                | 2 – 1 dts                                                                      | Croazia under 21                                                               | Europeo Under-21 2021 - Quarti di finale                                       | -                                                                              | 83’                                                                            |
| 2-6-2021                                                                       | Celje                                                                          | Spagna under 21                                                                | 0 – 1                                                                          | Portogallo under 21                                                            | Europeo Under-21 2021 - Semifinale                                             | -                                                                              | 82’                                                                            |
| 3-9-2021                                                                       | Almendralejo                                                                   | Spagna under 21                                                                | 4 – 1                                                                          | Russia under 21                                                                | Qual. Europeo Under-21 2023                                                    | 2                                                                              |                                                                                |
| 7-9-2021                                                                       | Vilnius                                                                        | Lituania under 21                                                              | 0 – 2                                                                          | Spagna under 21                                                                | Qual. Europeo Under-21 2023                                                    | 1                                                                              |                                                                                |
| Totale                                                                         |                                                                                | Presenze                                                                       | 6                                                                              |                                                                                | Reti                                                                           | 3                                                                              |                                                                                |

## Palmarès

### Club
- UEFA Europa League: 1

Villarreal: 2020-2021

### Nazionale
- UEFA Nations League: 1

2022-2023